# Championnat du monde militaire féminin de football 2010
Navigation
Édition précédente Édition suivante
Le tirage au sort des poules pour le VIe championnat du monde militaire de football féminin a eu lieu à Rio de Janeiro le 13 mai 2010 lors de l'assemblée générale du Conseil International du Sport Militaire (CISM).

## Désignation du pays hôte
En 2009, la France a été désignée pays hôte du VIe championnat du monde militaire de football féminin 2010 par le conseil international du sport militaire (CISM). Ce sera la troisième coupe du monde de football militaire organisée dans le pays après les coupes du monde de football militaire de 1949 et 1960,  et la première édition de la compétition féminine.
La marine nationale française et plus particulièrement la base de défense de Cherbourg, a été désignée pour mettre en œuvre et organiser cette compétition.

## Stades
Huit stades situés dans six villes du Nord-Cotentin ont été retenus pour accueillir les différentes rencontres :
- Le stade Maurice-Soulage de Beaumont-Hague
- Le stade Maurice-Postaire de Cherbourg-Octeville
- Les stades Jean-Jaurès et René-Lecanu d'Équeurdreville-Hainneville
- Le stade de la Saillanderie de La Glacerie
- Le stade Pierre-Fernagu de Querqueville
- Le stade Léo-Lagrange de Tourlaville

## Les Poules
| Poule A                                                        | Poule B                                                                |
| -------------------------------------------------------------- | ---------------------------------------------------------------------- |
| [[Équipe de France Militaire de football féminin\|France]]     | [[Équipe de Corée du Sud Militaire de football féminin\|Corée du Sud]] |
| [[Équipe du Canada Militaire de soccer féminin\|Canada]]       | [[Équipe des Pays-Bas Militaire de football féminin\|Pays-Bas]]        |
| [[Équipe de Belgique Militaire de football féminin\|Belgique]] | [[Équipe des États-Unis Militaire de soccer féminin\|États-Unis]]      |
| [[Équipe du Brésil Militaire de football féminin\|Brésil]]     | [[Équipe d'Allemagne Militaire de football féminin\|Allemagne]]        |

## Cérémonie d'ouverture
La cérémonie d'ouverture aura lieu à Cherbourg-Octeville (Stade Maurice-Postaire), le 11 juin 2010 à 17h30, en marge du match d'ouverture France - Canada.

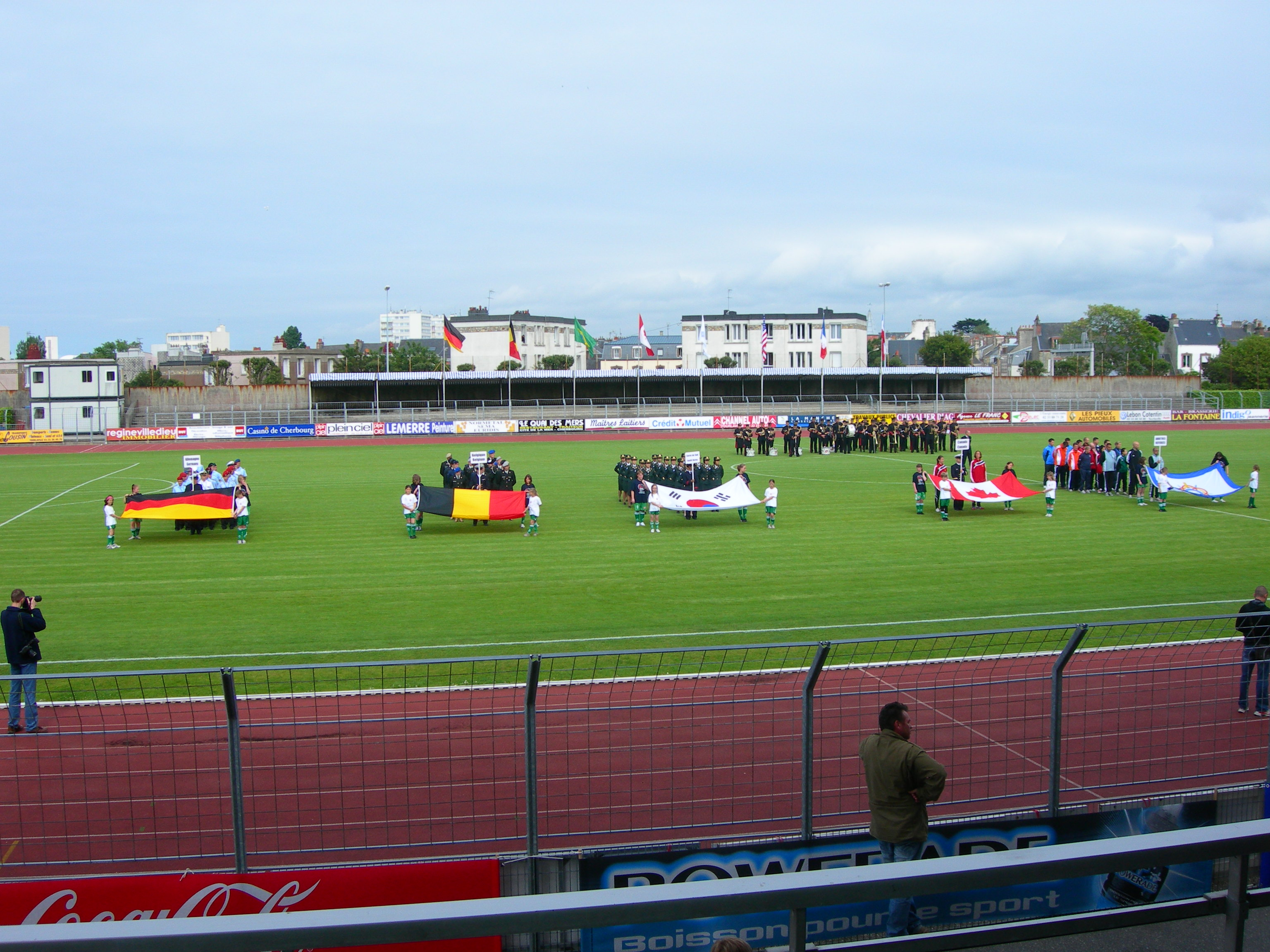
Présentation des équipes. Allemagne, Belgique, Corée du Sud, Canada, arbitres.
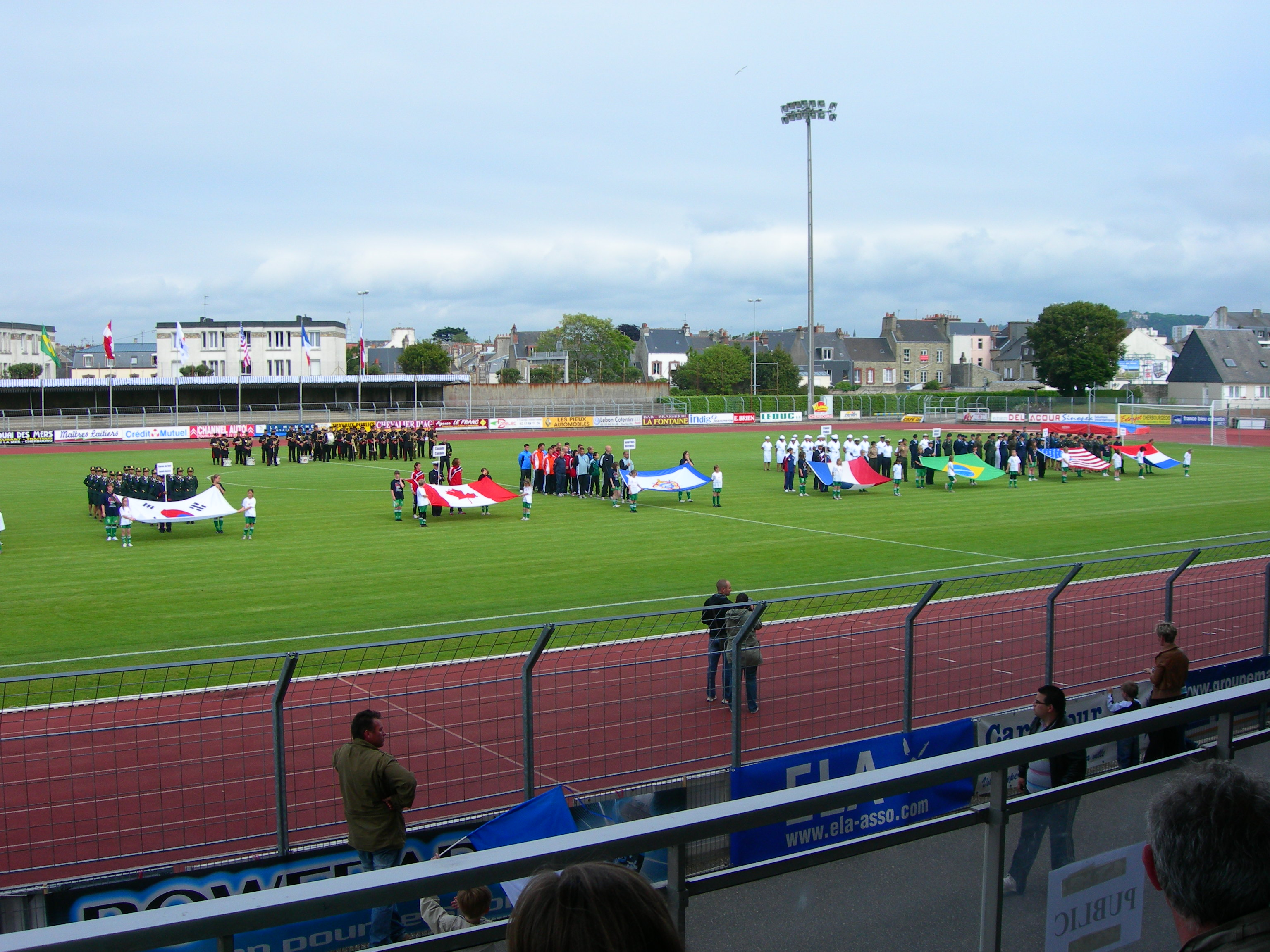
Présentation des équipes. Corée du Sud, Canada, arbitres, France, Brésil, États-Unis, Pays-Bas.
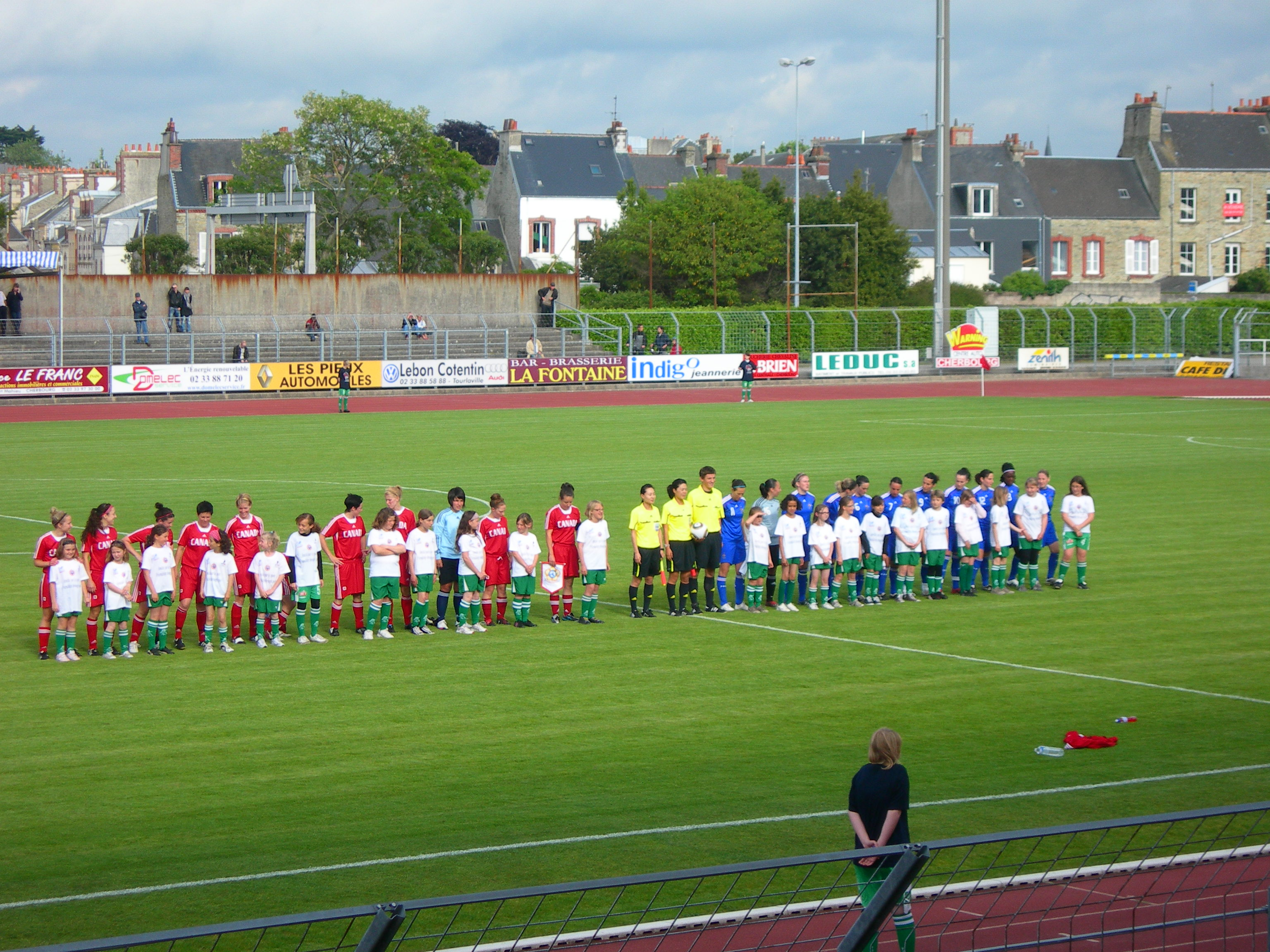
Équipes de France et Canada avant le coup d'envoi.

## Phase de groupe
Du 11 au 15 juin 2010

### Groupe A

#### Calendrier
| Date de la rencontre | Équipe 1 | Score  | Équipe 2 | Lieu de la rencontre                           |
| -------------------- | -------- | ------ | -------- | ---------------------------------------------- |
| 11 juin 2010 (19h00) | France   | 2 - 0  | Canada   | Cherbourg-Octeville (Stade Maurice-Postaire)   |
| 12 juin 2010 (14h30) | Brésil   | 11 - 0 | Belgique | Équeurdreville-Hainneville (Stade René-Lecanu) |
| 14 juin 2010 (16h30) | Canada   | 1 - 2  | Belgique | Querqueville (Stade Pierre-Fernagu)            |
| 14 juin 2010 (14h30) | France   | 1 - 1  | Brésil   | Équeurdreville-Hainneville (Stade Jean-Jaurès) |
| 15 juin 2010 (16h30) | Canada   | 0 - 3  | Brésil   | Beaumont-Hague (Stade Maurice-Soulage)         |
| 15 juin 2010 (14h30) | Belgique | 0 - 4  | France   | Querqueville (Stade Pierre-Fernagu)            |

#### Classement
| Rang | Équipes  | Pt | J | G | N | P | Bp | Bc | Dif. |
| ---- | -------- | -- | - | - | - | - | -- | -- | ---- |
| 1    | Brésil   | 7  | 3 | 2 | 1 | 0 | 15 | 1  | +14  |
| 2    | France   | 7  | 3 | 2 | 1 | 0 | 7  | 1  | +6   |
| 3    | Belgique | 3  | 3 | 1 | 0 | 2 | 2  | 16 | -14  |
| 4    | Canada   | 0  | 2 | 0 | 0 | 3 | 1  | 7  | -6   |

### Groupe B

#### Calendrier
| Date de la rencontre | Équipe 1     | Score | Équipe 2     | Lieu de la rencontre                           |
| -------------------- | ------------ | ----- | ------------ | ---------------------------------------------- |
| 12 juin 2010 (16h30) | Corée du Sud | 4 - 1 | Pays-Bas     | Tourlaville (Stade Léo-Lagrange)               |
| 12 juin 2010 (14h30) | États-Unis   | 0 - 3 | Allemagne    | Beaumont-Hague (Stade Maurice-Soulage)         |
| 14 juin 2010 (14h30) | Pays-Bas     | 1 - 0 | États-Unis   | Tourlaville (Stade Léo-Lagrange)               |
| 14 juin 2010 (16h30) | Allemagne    | 1 - 5 | Corée du Sud | La Glacerie (Stade de la Saillanderie)         |
| 15 juin 2010 (16h30) | Corée du Sud | 1 - 0 | États-Unis   | Équeurdreville-Hainneville (Stade Jean-Jaurès) |
| 15 juin 2010 (16h30) | Pays-Bas     | 1 - 0 | Allemagne    | Équeurdreville-Hainneville (Stade René-Lecanu) |

#### Classement
| Rang | Équipes      | Pt | J | G | N | P | Bp | Bc | Dif. |
| ---- | ------------ | -- | - | - | - | - | -- | -- | ---- |
| 1    | Corée du Sud | 9  | 3 | 3 | 0 | 0 | 10 | 2  | +8   |
| 2    | Pays-Bas     | 6  | 3 | 2 | 0 | 1 | 3  | 4  | -1   |
| 3    | Allemagne    | 3  | 2 | 1 | 0 | 2 | 4  | 6  | -2   |
| 4    | États-Unis   | 0  | 3 | 0 | 0 | 3 | 0  | 5  | -5   |

## Demi-finales
| Match | Date de la rencontre | 1er du groupe A | Score                 | 2e du groupe B | Lieu de la rencontre                |
| ----- | -------------------- | --------------- | --------------------- | -------------- | ----------------------------------- |
| 13    | 17 juin 2010 (16h30) | Brésil          | 1 - 0 (0 - 0) Rapport | Pays-Bas       | Querqueville (Stade Pierre-Fernagu) |

| Match | Date de la rencontre | 1er du groupe B | Score                 | 2e du groupe A | Lieu de la rencontre             |
| ----- | -------------------- | --------------- | --------------------- | -------------- | -------------------------------- |
| 14    | 17 juin 2010 (14h30) | Corée du Sud    | 5 - 0 (5 - 0) Rapport | France         | Tourlaville (Stade Léo-Lagrange) |

## Match pour la7eplace
| Match | Date de la rencontre | 4e du groupe B | Score                                   | 4e du groupe A | Lieu de la rencontre                   |
| ----- | -------------------- | -------------- | --------------------------------------- | -------------- | -------------------------------------- |
| 15    | 18 juin 2010 (14h30) | États-Unis     | 0 - 0 a.p. (0 - 0) t.a.b. 4 - 2 Rapport | Canada         | La Glacerie (Stade de la Saillanderie) |

## Match pour la5eplace
| Match | Date de la rencontre | 3e du groupe B | Score                 | 3e du groupe A | Lieu de la rencontre                   |
| ----- | -------------------- | -------------- | --------------------- | -------------- | -------------------------------------- |
| 16    | 18 juin 2010 (16h30) | Allemagne      | 4 - 0 (3 - 0) Rapport | Belgique       | Beaumont-Hague (Stade Maurice-Soulage) |

## Match pour la3eplace
| Match | Date de la rencontre | Perdant match 13 | Score                 | Perdant match 14 | Lieu de la rencontre                           |
| ----- | -------------------- | ---------------- | --------------------- | ---------------- | ---------------------------------------------- |
| 17    | 19 juin 2010 (14h30) | Pays-Bas         | 1 - 2 (1 - 2) Rapport | France           | Équeurdreville-Hainneville (Stade René-Lecanu) |

## Finale
A Cherbourg-Octeville  (Stade Maurice Postaire), le 19 juin 2010 à 17h30, puis cérémonie de clôture.
| Match | Date de la rencontre | Vainqueur match 13 | Score                 | Vainqueur match 14 | Lieu de la rencontre                         |
| ----- | -------------------- | ------------------ | --------------------- | ------------------ | -------------------------------------------- |
| 18    | 19 juin 2010 (17h30) | Brésil             | 1 - 0 (0 - 0) Rapport | Corée du Sud       | Cherbourg-Octeville (Stade Maurice-Postaire) |

## Classement Final
| Rang               | Équipe                                                                 | Stade de la compétition |
| ------------------ | ---------------------------------------------------------------------- | ----------------------- |
| Médaille d'or      | [[Équipe du Brésil Militaire de football féminin\|Brésil]]             | Vainqueur               |
| Médaille d'argent  | [[Équipe de Corée du Sud Militaire de football féminin\|Corée du Sud]] | Finale                  |
| Médaille de bronze | [[Équipe de France Militaire de football féminin\|France]]             | Demi-finale             |
| 4                  | [[Équipe des Pays-Bas Militaire de football féminin\|Pays-Bas]]        | Demi-finale             |
| 5                  | [[Équipe d'Allemagne Militaire de football féminin\|Allemagne]]        | Classement              |
| 6                  | [[Équipe de Belgique Militaire de football féminin\|Belgique]]         | Classement              |
| 7                  | [[Équipe des États-Unis Militaire de soccer féminin\|États-Unis]]      | Classement              |
| 8                  | [[Équipe du Canada Militaire de soccer féminin\|Canada]]               | Classement              |

## Palmarès
Meilleure buteuse : Lee Ji Ni (Corée du Sud), 7 buts
Meilleure attaque : Brésil et Corée du Sud, 17 buts
Meilleure défense : Brésil, 1 but

## Sources
Centre national des sports de la défense (CNSD)